# Adelio Suárez
Adelio Suárez (Posadas, provincia de Misiones, 2 de septiembre de 1940- Posadas, provincia de Misiones, 21 de agosto de 2007) fue un presentador de radio y televisión argentino. Se desempeñó brevemente como concejal de la ciudad de Posadas.

## Biografía

### Primeros años y desempeño como concejal
Nació en la capital de Misiones en septiembre de 1940, siendo hijo único de Higinia Gauna y Francisco Suárez. Vivió en Villa Urquiza. A temprana edad fue presidente del Club Deportivo Jorge Gibson Brown.
En 1973 fue elegido concejal por Posadas. Durante el ejercicio del cargo, Suárez trabajó para reivindicar las costumbres y tradiciones musicales y culturales de la región. Además, fue el autor de la ordenanza que le dio el nombre de Mario del Tránsito Cocomarola (folclorista fallecido en 1974) a una avenida de la ciudad.
No pudo finalizar su mandato, ya que fue interrumpido por el golpe de Estado autodenominado Proceso de Reorganización Nacional del 24 de marzo de 1976. Ese día Suárez fue detenido por su condición de político y trasladado a la Unidad Penal 17 de Candelaria donde permaneció 145 días.

### Labor en radio y televisión
En ese mismo año, 1976, fundó la Asociación de Amigos de la Música Regional junto con Isaco Abitbol, Luis Ángel Monzón y Raúl Kot Esquivel. Al mismo tiempo creó y comenzó a trabajar en el programa Expresión Regional en LT17 Radio Provincia de Misiones, que luego emitió en la radio LT4 Radiodifusora Misiones durante 30 años.
También fue creador del primer programa de televisión sobre el chamamé en vivo en el canal 12 de Posadas y, además, produjo otros programas radiales como Rincón del Chamamé y participó en festivales de chamamé como animador o jurado. Ha escrito numerosas obras, entre ellas: Con acento guaraní, Misionero y de Ley, Sapucay misionero, Soldado de mi provincia, Los forestarelos y Ojitos de amor.

### Últimos años
En 2006 la Municipalidad de Posadas y el Concejo Deliberante de la ciudad lo reconocieron como Ciudadano Ilustre «por su trayectoria y constancia en la difusión de la música, la danza y costumbre de nuestra región con su programa Expresión Regional». También recibió los premios Santa Clara de Asís y Urunday por su labor en radio y televisión.
En 2007 se le detectó una afección cerebral. Suárez falleció en la mañana del 21 de agosto de 2007 a la edad de 66 años.

## Homenajes
El polideportivo municipal de la localidad misionera de Corpus lleva de nombre Adelio Suárez.